# Megachile pseudolaminata
Megachile pseudolaminata là một loài Hymenoptera trong họ Megachilidae. Loài này được Pasteels mô tả khoa học năm 1965.